# مشفق شاه‌وردی‌اف
مشفق شاه‌وردی‌اف (ترکی آذربایجانی: Müşfiq Şahverdiyev؛ زادهٔ ۱۲ سپتامبر ۱۹۸۳) بازیگر اهل کشور جمهوری آذربایجان است.